# منبع (فیلم ۱۹۱۸)

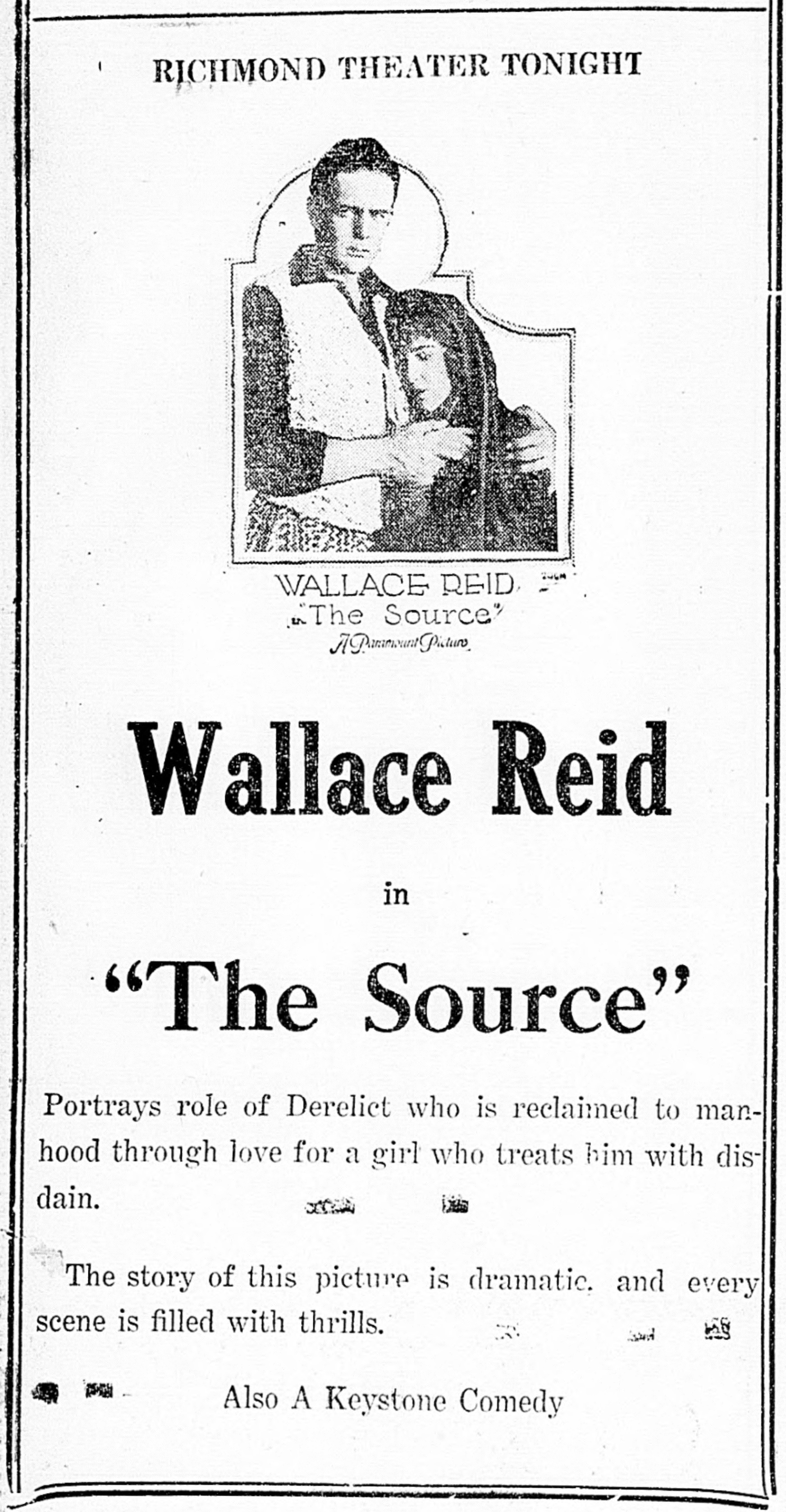
پوستر

منبع (انگلیسی: The Source) فیلمی به کارگردانی جورج ملفورد است که در سال ۱۹۱۸ منتشر شد.

## بازیگران
- والاس رید
- آن لیدل
- تئودور رابرتس
- ریموند هاتون
- جیمز کروز
- چارلز وست
- چارلز استانتون اوگل